# Majiao (sockenhuvudort i Kina, Hubei Sheng, lat 30,06, long 114,93)
Majiao är en sockenhuvudort i Kina. Den ligger i provinsen Hubei, i den centrala delen av landet, omkring 85 kilometer sydost om provinshuvudstaden Wuhan. Antalet invånare är 83 051. Befolkningen består av 38 450 kvinnor och 44 601 män. Barn under 15 år utgör 16,0 %, vuxna 15-64 år 76 %, och äldre över 65 år 7,0 %.
Runt Majiao är det tätbefolkat, med 636 invånare per kvadratkilometer. Majiao är det största samhället i trakten. Trakten runt Majiao består till största delen av jordbruksmark.
Genomsnittlig årsnederbörd är 1 805 millimeter. Den regnigaste månaden är maj, med i genomsnitt 269 mm nederbörd, och den torraste är december, med 35 mm nederbörd.